# سلاح دوش‌پرتاب

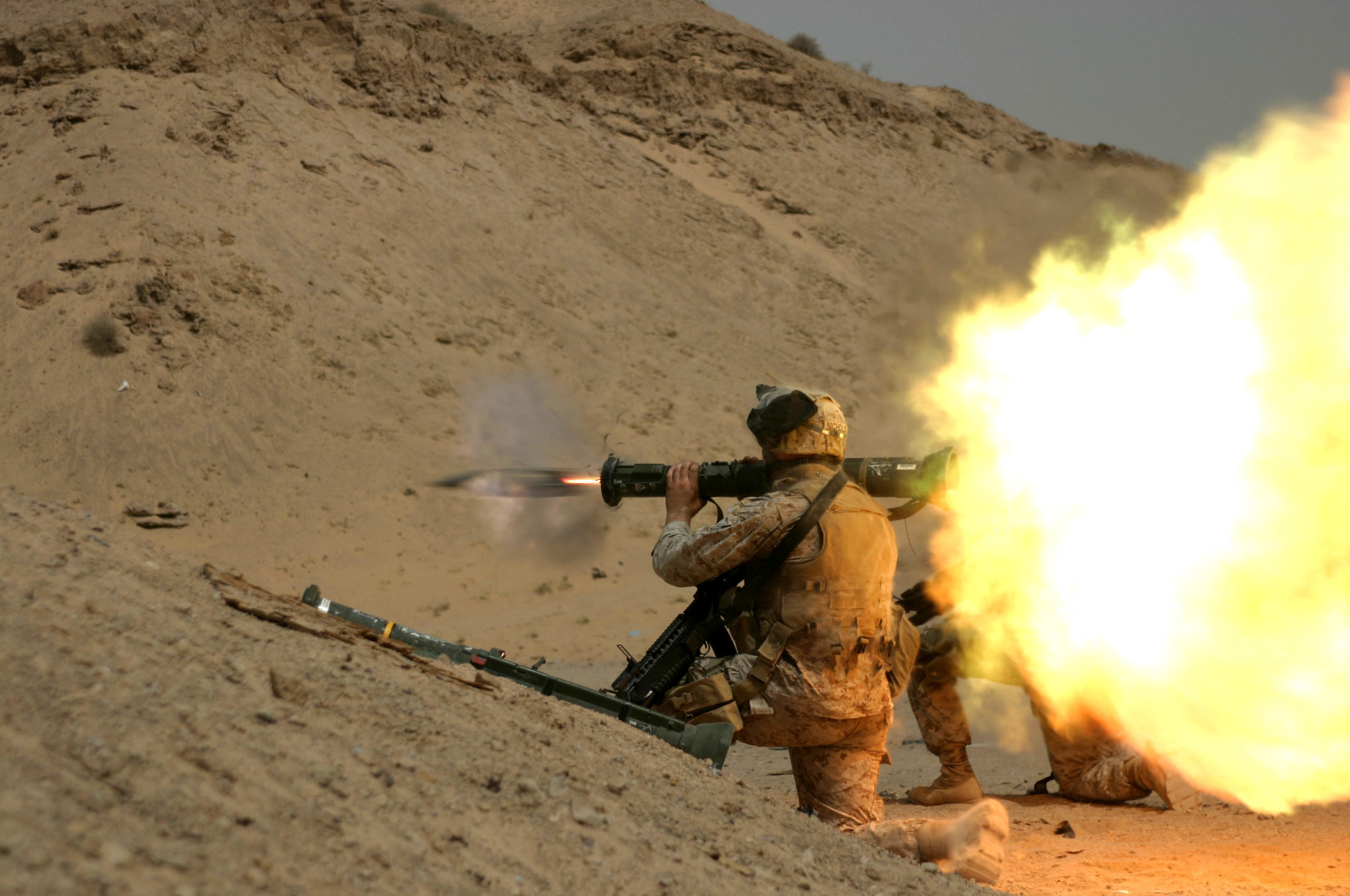
توپ بدون لگد سوئدی آتی-۴. سلاح‌های دوش‌پرتاب مشکل لگد را با خروج گاز حاصل از انفجار از پشت سلاح حل کرده‌اند.

سلاح دوش‌پرتاب سلاحی سبک است که پرتابه‌ای را به سوی هدفی شلیک می‌کند و اندازهٔ آن به صورتی است که انسان می‌تواند آن را بر شانه خود حمل و شلیک کند. کاربرد اصلی این نوع سلاح‌ها در جنگ‌های ضدتانک است هرچند علیه تأسیسات و بناها هم تأثیرگذارند و برخی موشک‌های ضدهوایی کوتاه‌برد نیز به صورت دوش‌پرتاب شلیک می‌شوند.
سلاح‌های دوش‌پرتاب به دو دسته تقسیم می‌شوند:
- نوع اول توپ بدون لگد که به شکل لوله‌ای باز است و گازهای واکنشی پرتاب از پشت آن خارج می‌شود و از گلوله‌های معمولی استفاده می‌کند. انواع کوچکتر و سبک‌تر توپ‌های بدون لگد همچون توپ کارل گوستاو قابلیت استفاده به عنوان سلاح دوش پرتاب را دارند.
- نوع دوم راکت‌اندازها هستند که گلوله‌های دارای پیشرانه راکت استفاده می‌کنند. در این سلاح‌ها شلیک به وسیله مقدار کمی مواد منفجره یا با سیستم فشار گاز در یک راکت‌انداز کوچک انجام می‌شود و پس از اینکه راکت مسافتی را طی کرده و از شخص شلیک‌کننده فاصله گرفت، فیوز آن روشن می‌شود و پس از آن نیروی پیشرانه گلوله از راکتی که پشت کلاهک جنگی قرار گرفته تأمین می‌شود.

برخی انواع این راکت‌ها به سیستم هدایتی مجهزند و به عنوان موشک دوش‌پرتاب شناخته می‌شوند اما بقیه قابلیت هدایت‌شوندگی ندارند و مسیر آن‌ها با نشانه‌گیری مشخص می‌شود. راکت‌اندازهای ضد زره ساخت شوروی آرپی‌جی از معروفترین انواع این سلاح‌ها هستند. بعضی از انواع راکت‌های دوش‌پرتاب (مثل ام-۷۲ لا یا آرپی‌جی-۱۸) یک‌بار مصرف و برخی نیز (مانند آرپی‌جی-۷) قابل استفاده دوباره هستند.
انواع کوچکتر و بدون سیستم هدایتی معمولاً در جنگ‌های نزدیک و برای مسافت‌های کوتاه (کمتر از ۲۰۰ متر) کاربرد دارند و موشک‌های بزرگتر و هدایت‌شونده بیشتر برای مسافت‌های طولانی‌تر یا به عنوان سلاح ضدهوایی استفاده می‌شوند. سام-۷، ایگلا و استینگر از معروفترین موشک‌های ضدهوایی دوش‌پرتاب هستند که همگی با هدایت گرمایاب آشیانه یابی فروسرخ هدف خود را پیدا می‌کنند.